# Kamieniec (Poméranie-Occidentale)
Pour les articles homonymes, voir Kamieniec.
Kamieniec est une localité polonaise de la gmina rurale de Kołbaskowo située dans le powiat de Police en voïvodie de Poméranie-Occidentale. Elle se situe à environ 24 km au sud de Police et 14 km au sud-ouest de la capitale régionale Szczecin.

## Géographie

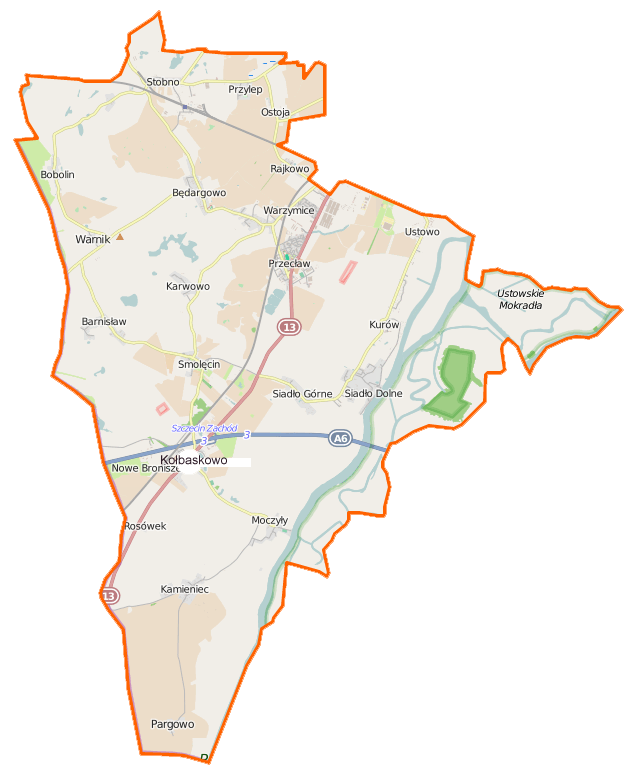
Carte de la gmina de Kołbaskowo.

## Histoire
Jusqu'à la fin de la Seconde Guerre mondiale, Kolbitzow fait partie de l'arrondissement de Randow (de) dans le district de Stettin de la province prussienne de Poméranie.